# Hoy (journal espagnol)
 (décembre 2022).
Pour les articles homonymes, voir Hoy.
Hoy est un quotidien espagnol né en 1933, distribué le matin, à vocation régionale dans la région d'Estrémadure[réf. nécessaire], et propriété du groupe Vocento qui est spécialisé dans l'édition de journaux régionaux[réf. nécessaire].

### Sources
- (es) Cet article est partiellement ou en totalité issu de l’article de Wikipédia en espagnol intitulé « Hoy (Extremadura) » (voir la liste des auteurs).